# Хельмесбергер, Йозеф (младший)
Йозеф Хельмесбергер (нем. Joseph Hellmesberger; 9 апреля 1855, Вена — 26 апреля 1907, Вена) — австрийский скрипач, дирижёр, композитор. Сын Йозефа Хельмесбергера-старшего, брат Фердинанда Хельмесбергера.

## Биография
Йозеф Хельмесбергер родился в музыкальной семье, и учителем его был отец - скрипач, дирижёр и композитор. С 1878 года он был солистом Венской придворной капеллы и преподавал в Венской консерватории, с 1875 года играл вторую скрипку в квартете своего отца, а в 1887-м принял от него партию первой скрипки и руководство квартетом, гастролировал с ним в Египте и Константинополе. С 1890 года Хельмесбергер был  капельмейстером Венской Придворной оперы. В 1901 году стал преемником Густава Малера на посту главного дирижёра Венского филармонического оркестра, но, не отработав 3-летний срок, в 1903 году был вынужден оставить свой пост, покинув одновременно и Придворную оперу; преподавал частным образом, короткое время работал в Штутгартской опере.
Автор 22 оперетт — первая, «Граф Глейхен и его жёны» (нем. Der Graf von Gleichen und seine Frauen, по средневековой легенде), появилась в 1880 году, — шести балетов, танцевальной и вокальной музыки.
Похоронен на Хитцингском кладбище.